# Szobota István
Szobota István (Budapest, 1911–1994) festőművész, grafikus, karikaturista.

## Életútja
A középiskola után Párizsba utazott tanulni. Közben Tuniszban is eltöltött egy pár hónapot, de valószínűleg megélhetési problémák miatt egy év után hazajött. Ekkor behívták katonának. A második világháború kitörése után az orosz frontra irányították. Amikor az alakulata megsemmisült, visszaindult Magyarországra. 1943-ban Kolozsváron telepedett le, megnősült. 
1944-ben megszületett az első gyermeke, majd 1949-ben a második. Kolozsváron a Világosság nevű magyar újságnál volt rajzoló-karikaturista, többnyire politikai témájú munkái voltak. Emellett festett is, a képeket vidéken próbálta eladni. 
1949-ben, amikor a román állam az állampolgári státuszokat rendezte, felszólították, hogy vegye fel a román állampolgárságot, de mivel ő ezt megtagadta, ezért egyik éjjel elvitték. Családja három hónap múlva kapott tőle levelet, amikor már Pesten volt. Leírta, hogy levitték a román-magyar határra, és egyszerűen átlökték Magyarországra, iratok nélkül. Elkapták, és Debrecenben az ÁVÓ-n három napig verték, mert azt hitték, hogy kém, azután elengedték. Családja csak évek múlva tudott utána jönni Pestre.
Zamárdiba 1956 tavaszán költözött, amikor a szülei elhunytak. Itt eleinte elég sokat nélkülözött, majd sikerült egy német, osztrák, olasz, holland vevőkört kialakítania. Itt került jó baráti kapcsolatba Gergely Árpád festővel, aki a vadaszatról és a vadállatokról szóló képeit az ő instrukciói alapján kezdte festeni. Zamárdiból elköltözött Sopronba, még itt is alkotott, de már korántsem annyit, mint Zamárdiban. 1994-ben hunyt el. 
Magányos „kan” volt, nem tartozott semmiféle klikkhez, társasághoz, a Képzőművészeti Alapot meg kifejezetten gyűlölte a kommunista rendszerrel együtt.

## Képei a következő portálokon láthatók
- The world's largest artist, artwork and museum database
- HungArt – Szobota István (1911 – 1994) Archiválva 2011. július 20-i dátummal a Wayback Machine-ben